# Vstupní draft NHL 2008
Vstupní draft NHL 2008 byl 46. vstupním draftem v historii NHL. Konal se 20. a 21. června 2008 ve Scotiabank Place v Ottawě, v Ontariu, v Kanadě (v domácí aréně Ottawy Senators).

## Draftová loterie
Draftová loterie 2008 se konala 7. dubna a vyhrála v ní Tampa Bay Lightning.

## Největší naděje
Zdroj: Centrální úřad skautingu NHL (konečné hodnocení).
| Pořadí | Severoameričtí hráči v poli | Evropští hráči v poli           |
| ------ | --------------------------- | ------------------------------- |
| 1      | Steven Stamkos (centr)      | Nikita Filatov (levé křídlo)    |
| 2      | Drew Doughty (obránce)      | Kirill Petrov (pravé křídlo)    |
| 3      | Zach Bogosian (obránce)     | Mattias Tedenby (levé křídlo)   |
| 4      | Tyler Myers (obránce)       | Erik Karlsson (obránce)         |
| 5      | Luke Schenn (obránce)       | Anton Gustafsson (centr)        |
| 6      | Alex Pietrangelo (obránce)  | Roman Josi (obránce)            |
| 7      | Kyle Beach (levé křídlo)    | Viktor Tichonov (pravé křídlo)  |
| 8      | Zach Boychuk (centr)        | Vjačeslav Vojnov (obránce)      |
| 9      | Cody Hodgson (centr)        | Jevgenij Gračev (centr)         |
| 10     | Colin Wilson (centr)        | Dmitrij Kugryšev (pravé křídlo) |

| Pořadí | Severoameričtí brankáři | Evropští brankáři |
| ------ | ----------------------- | ----------------- |
| 1      | Thomas McCollum         | Jacob Markström   |
| 2      | Chet Pickard            | Harri Säteri      |
| 3      | Peter Delmas            | Anders Lindbäck   |

## Výběry v draftu
Výběry v jednotlivých kolech:
- 1. kolo
- 2. kolo
- 3. kolo
- 4. kolo
- 5. kolo
- 6. kolo
- 7. kolo

### 1. kolo
| #  | Hráč                           | Národnost | Tým NHL                                                     | Vysokoškolský/juniorský/mateřský tým    |
| -- | ------------------------------ | --------- | ----------------------------------------------------------- | --------------------------------------- |
| 1  | Steven Stamkos (centr)         | Kanada    | Tampa Bay Lightning                                         | Sarnia Sting (OHL)                      |
| 2  | Drew Doughty (obránce)         | Kanada    | Los Angeles Kings                                           | Guelph Storm (OHL)                      |
| 3  | Zach Bogosian (obránce)        | USA       | Atlanta Thrashers                                           | Peterborough Petes (OHL)                |
| 4  | Alex Pietrangelo (obránce)     | Kanada    | St. Louis Blues                                             | Niagara IceDogs (OHL)                   |
| 5  | Luke Schenn (obránce)          | Kanada    | Toronto Maple Leafs (z New York Islanders)                  | Kelowna Rockets (WHL)                   |
| 6  | Nikita Filatov (levé křídlo)   | Rusko     | Columbus Blue Jackets                                       | CSKA Moskva (Rusko)                     |
| 7  | Colin Wilson (centr)           | USA       | Nashville Predators (z Toronta přes New York Islanders)     | Boston University (Hockey East)         |
| 8  | Mikkel Bødker (levé křídlo)    | Dánsko    | Phoenix Coyotes                                             | Kitchener Rangers (OHL)                 |
| 9  | Josh Bailey (center)           | Kanada    | New York Islanders (z Floridy přes Nashville)               | Windsor Spitfires (OHL)                 |
| 10 | Cody Hodgson (center)          | Kanada    | Vancouver Canucks                                           | Brampton Battalion (OHL)                |
| 11 | Kyle Beach (levé křídlo)       | Kanada    | Chicago Blackhawks                                          | Everett Silvertips (WHL)                |
| 12 | Tyler Myers (obránce)          | Kanada    | Buffalo Sabres (z Edmontonu přes Anaheim přes Los Angeles)  | Kelowna Rockets (WHL)                   |
| 13 | Colten Teubert (obránce)       | Kanada    | Los Angeles Kings (z Buffala)                               | Regina Pats (WHL)                       |
| 14 | Zach Boychuk (center)          | Kanada    | Carolina Hurricanes                                         | Lethbridge Hurricanes (WHL)             |
| 15 | Erik Karlsson (obránce)        | Švédsko   | Ottawa Senators (z Nashvillu)                               | Frölunda HC Jr. (Švédsko)               |
| 16 | Joe Colborne (levé křídlo)     | Kanada    | Boston Bruins                                               | Camrose Kodiaks (AJHL)                  |
| 17 | Jake Gardiner (obránce)        | USA       | Anaheim Ducks (z Calgary přes Los Angeles)                  | Minnetonka High School (USHS-Minnesota) |
| 18 | Chet Pickard (brankář)         | Kanada    | Nashville Predators (z Ottawy)                              | Tri-City Americans (WHL)                |
| 19 | Luca Sbisa (obránce)           | Švýcarsko | Philadelphia Flyers (z Colorada přes Columbus)              | Lethbridge Hurricanes (WHL)             |
| 20 | Michael Del Zotto (obránce)    | Kanada    | New York Rangers                                            | Oshawa Generals (OHL)                   |
| 21 | Anton Gustafsson (center)      | Švédsko   | Washington Capitals (z New Jersey)                          | Frölunda HC Jr. (Švédsko)               |
| 22 | Jordan Eberle (center)         | Kanada    | Edmonton Oilers (z Anaheimu)                                | Regina Pats (WHL)                       |
| 23 | Tyler Cuma (obránce)           | Kanada    | Minnesota Wild (z Washingtonu přes New Jersey)              | Ottawa 67's (OHL)                       |
| 24 | Mattias Tedenby (levé křídlo)  | Švédsko   | New Jersey Devils (z Minnesoty)                             | HV71 (Švédsko)                          |
| 25 | Greg Nemisz (pravé křídlo)     | Kanada    | Calgary Flames (z Montrealu)                                | Windsor Spitfires (OHL)                 |
| 26 | Tyler Ennis (centr)            | Kanada    | Buffalo Sabres (ze San Jose)                                | Medicine Hat Tigers (WHL)               |
| 27 | John Carlson (obránce)         | USA       | Washington Capitals (z Filadelfie)                          | Indiana Ice (USHL)                      |
| 28 | Viktor Tichonov (pravé křídlo) | Rusko     | Phoenix Coyotes (z Dallasu přes Los Angeles a přes Anaheim) | Severstal Čerepovec (Rusko)             |
| 29 | Daultan Leveille (centr)       | Kanada    | Atlanta Thrashers (z Pittsburghu)                           | St. Catharines Falcons (GOJHL)          |
| 30 | Thomas McCollum (brankář)      | USA       | Detroit Red Wings                                           | Guelph Storm (OHL)                      |

### 2. kolo
| #  | Hráč                            | Národnost | Tým NHL                                           | Vysokoškolský/juniorský/mateřský tým          |
| -- | ------------------------------- | --------- | ------------------------------------------------- | --------------------------------------------- |
| 31 | Jacob Markström (brankář)       | Švédsko   | Florida Panthers (z Tampy Bay)                    | Brynäs IF Jr. (Švédsko)                       |
| 32 | Vjačeslav Vojnov (obránce)      | Rusko     | Los Angeles Kings                                 | Traktor Čeljabinsk (Rusko)                    |
| 33 | Philip McRae (centr)            | USA       | St. Louis Blues (z Atlanta)                       | London Knights (OHL)                          |
| 34 | Jake Allen (brankář)            | Kanada    | St. Louis Blues                                   | St. John's Fog Devils (QMJHL)                 |
| 35 | Nicolas Deschamps (centr)       | Kanada    | Anaheim Ducks (z Phoenixu (kompenzace))           | Chicoutimi Saguenéens (QMJHL)                 |
| 36 | Corey Trivino (centr)           | Kanada    | New York Islanders                                | Stouffville Spirit (OPJHL)                    |
| 37 | Cody Goloubef (obránce)         | Kanada    | Columbus Blue Jackets                             | Univ. of Wisconsin–Madison (WCHA)             |
| 38 | Roman Josi (obránce)            | Švýcarsko | Nashville Predators (z Toronta přes Phoenix)      | SC Bern (Switzerland)                         |
| 39 | Eric O'Dell (centr)             | Kanada    | Anaheim Ducks (z Phoenixu)                        | Sudbury Wolves (OHL)                          |
| 40 | Aaron Ness (obránce)            | USA       | New York Islanders (z Floridy přes Nashville)     | University of Minnesota Golden Gophers (WCHA) |
| 41 | Yann Sauve (obránce)            | Kanada    | Vancouver Canucks                                 | Saint John Sea Dogs (QMJHL)                   |
| 42 | Patrick Wiercioch (obránce)     | Kanada    | Ottawa Senators (z Chicaga)                       | Omaha Lancers (USHL)                          |
| 43 | Justin Schultz (obránce)        | Kanada    | Anaheim Ducks (z Edmontonu)                       | Westside Warriors (BCHL)                      |
| 44 | Luke Adam (centr)               | Kanada    | Buffalo Sabres                                    | St. John's Fog Devils (QMJHL)                 |
| 45 | Zac Dalpe (C/PK)                | Kanada    | Carolina Hurricanes                               | Penticton Vees (BCHL)                         |
| 46 | Colby Robak (obránce)           | Kanada    | Florida Panthers (Nashville přes Phoenix)         | Brandon Wheat Kings (WHL)                     |
| 47 | Maxime Sauve (centr)            | Francie   | Boston Bruins                                     | Val-d'Or Foreurs (QMJHL)                      |
| 48 | Mitch Wahl (centr)              | USA       | Calgary Flames (z Calgary přes Los Angeles)       | Spokane Chiefs (WHL)                          |
| 49 | Jared Staal (pravé křídlo)      | Kanada    | Phoenix Coyotes (z Ottawy přes Phoenix a Floridu) | Sudbury Wolves (OHL)                          |
| 50 | Cameron Gaunce (obránce)        | Kanada    | Colorado Avalanche                                | Mississauga St. Michael's Majors (OHL)        |
| 51 | Derek Stepan (centr)            | USA       | New York Rangers                                  | Shattuck-Saint Mary's USHS-Minnesota          |
| 52 | Brandon Burlon (obránce)        | Kanada    | New Jersey Devils                                 | St. Michael's Buzzers (OPJHL)                 |
| 53 | Travis Hamonic (obránce)        | Kanada    | New York Islanders (z Anaheimu přes Edmonton)     | Moose Jaw Warriors (WHL)                      |
| 54 | Patrice Cormier (centr)         | Kanada    | New Jersey Devils (z Washingtonu)                 | Rimouski Océanic (QMJHL)                      |
| 55 | Marco Scandella (obránce)       | Kanada    | Minnesota Wild                                    | Val-d'Or Foreurs (QMJHL)                      |
| 56 | Danny Kristo (pravé křídlo)     | USA       | Montreal Canadiens                                | US National Team Development Program U-18     |
| 57 | Eric Mestery (obránce)          | Kanada    | Washington Capitals (ze San Jose)                 | Tri-City Americans (WHL)                      |
| 58 | Dmitrij Kugryšev (pravé křídlo) | Rusko     | Washington Capitals (z Filadelfie)                | CSKA Moskva (Rusko)                           |
| 59 | Tyler Beskorowany (brankář)     | Kanada    | Dallas Stars                                      | Owen Sound Attack (OHL)                       |
| 60 | Jimmy Hayes (pravé křídlo)      | USA       | Toronto Maple Leafs (z Pittsburghu)               | Lincoln Stars (USHL)                          |

### 3. kolo
| #  | Hráč                                 | Národnost | Tým NHL                                                | Vysokoškolský/juniorský/mateřský tým      |
| -- | ------------------------------------ | --------- | ------------------------------------------------------ | ----------------------------------------- |
| 61 | Peter Delmas (brankář)               | Kanada    | Colorado Avalanche (z Detroitu přes Los Angeles)       | Lewiston Maineiacs (QMJHL)                |
| 62 | Justin Daniels (centr)               | USA       | San Jose Sharks (z Tampy Bay)                          | Kent School (USHS-Connecticut)            |
| 63 | Robert Czarnik (centr)               | USA       | Los Angeles Kings                                      | US National Team Development Program U-18 |
| 64 | Danick Hudon-Paquette (pravé křídlo) | Kanada    | Atlanta Thrashers                                      | Lewiston Maineiacs (QMJHL)                |
| 65 | Jori Lehtera (centr)                 | Finsko    | St. Louis Blues                                        | Tappara Tampere (Finsko)                  |
| 66 | David Toews (centr)                  | Kanada    | New York Islanders                                     | Shattuck-Saint Mary's (USHS-Minnesota)    |
| 67 | Marc-Andre Bourdon (obránce)         | Kanada    | Philadelphia Flyers (z Columbusu)                      | Rouyn-Noranda Huskies (QMJHL)             |
| 68 | Shawn Lalonde (obránce)              | Kanada    | Chicago Blackhawks (z Toronta přes New York Islanders) | Belleville Bulls (OHL)                    |
| 69 | Michael Stone (obránce)              | Kanada    | Phoenix Coyotes                                        | Calgary Hitmen (WHL)                      |
| 70 | James Livingston (pravé křídlo)      | Kanada    | St. Louis Blues (z Floridy přes Toronto)               | Sault Ste. Marie Greyhounds (OHL)         |
| 71 | Josh Brittain (levé křídlo)          | Kanada    | Anaheim Ducks (z Vancouveru)                           | Kingston Frontenacs (OHL)                 |
| 72 | Jyri Niemi (obránce)                 | Finsko    | New York Islanders (z Chicaga)                         | Saskatoon Blades (WHL)                    |
| 73 | Kirill Petrov (pravé křídlo)         | Rusko     | New York Islanders (z Edmontonu přes Anaheim)          | Ak Bars Kazaň (Rusko)                     |
| 74 | Andrew Campbell (obránce)            | Kanada    | Los Angeles Kings (z Buffala)                          | Sault Ste. Marie Greyhounds (OHL)         |
| 75 | Jevgenij Gračev (centr)              | Rusko     | New York Rangers (z Caroliny)                          | Lokomotiv Jaroslavl-2 (Rusko)             |
| 76 | Mathieu Brodeur (obránce)            | Kanada    | Phoenix Coyotes (z Nashvillu)                          | Cape Breton Screaming Eagles (QMJHL)      |
| 77 | Michael Hutchinson (brankář)         | Kanada    | Boston Bruins                                          | Barrie Colts (OHL)                        |
| 78 | Lance Bouma (centr)                  | Kanada    | Calgary Flames                                         | Vancouver Giants (WHL)                    |
| 79 | Zack Smith (centr)                   | Kanada    | Ottawa Senators                                        | Swift Current Broncos (WHL)               |
| 80 | Adam Comrie (obránce)                | Kanada    | Florida Panthers (z Colorada)                          | Saginaw Spirit (OHL)                      |
| 81 | Corey Fienhage (obránce)             | USA       | Buffalo Sabres (z New York Rangers přes Los Angeles)   | Eastview High School (USHS-Minnesota)     |
| 82 | Adam Henrique (centr)                | Kanada    | New Jersey Devils                                      | Windsor Spitfires (OHL)                   |
| 83 | Marco Cousineau (brankář)            | Kanada    | Anaheim Ducks                                          | Baie-Comeau Drakkar (QMJHL)               |
| 84 | Jacob Deserres (brankář)             | Kanada    | Philadelphia Flyers (z Washingtonu)                    | Seattle Thunderbirds (WHL)                |
| 85 | Brandon McMillan (centr)             | Kanada    | Anaheim Ducks (z Minnesoty)                            | Kelowna Rockets (WHL)                     |
| 86 | Steve Quailer (pravé křídlo)         | USA       | Montreal Canadiens                                     | Sioux City Musketeers (USHL)              |
| 87 | Ian Schultz (pravé křídlo)           | Kanada    | St. Louis Blues (ze San Jose)                          | Calgary Hitmen (WHL)                      |
| 88 | Geordie Wudrick (levé křídlo)        | Kanada    | Los Angeles Kings (z Filadelfie)                       | Swift Current Broncos (WHL)               |
| 89 | Scott Winkler (centr)                | Norsko    | Dallas Stars                                           | Cedar Rapids RoughRiders (USHL)           |
| 90 | Tomáš Kundrátek (obránce)            | Česko     | New York Rangers (z Pittsburghu přes Phoenix)          | HC Oceláři Třinec (Česko)                 |
| 91 | Max Nicastro (obránce)               | USA       | Detroit Red Wings                                      | Chicago Steel (USHL)                      |

### 4. kolo
| #   | Hráč                          | Národnost | Tým NHL                                                            | Vysokoškolský/juniorský/mateřský tým      |
| --- | ----------------------------- | --------- | ------------------------------------------------------------------ | ----------------------------------------- |
| 92  | Samuel Groulx (obránce)       | Kanada    | San Jose Sharks (z Tampy Bay přes Los Angeles)                     | Quebec Remparts (QMJHL)                   |
| 93  | Braden Holtby (brankář)       | Kanada    | Washington Capitals (z Los Angeles)                                | Saskatoon Blades (Western Hockey League)  |
| 94  | Vinny Saponari (pravé křídlo) | USA       | Atlanta Thrashers                                                  | US National Team Development Program U-18 |
| 95  | David Warsofsky (obránce)     | USA       | St. Louis Blues                                                    | US National Team Development Program U-18 |
| 96  | Matt Donovan (obránce)        | USA       | New York Islanders                                                 | Cedar Rapids RoughRiders (USHL)           |
| 97  | Jamie Arniel (centr)          | Kanada    | Boston Bruins (z Columbusu)                                        | Sarnia Sting (OHL)                        |
| 98  | Michail Stefanovič (centr)    | Bělorusko | Toronto Maple Leafs                                                | Quebec Remparts (QMJHL)                   |
| 99  | Colin Long (centr)            | USA       | Phoenix Coyotes                                                    | Kelowna Rockets (WHL)                     |
| 100 | A. J. Jenks (levé křídlo)     | USA       | Florida Panthers                                                   | Plymouth Whalers (OHL)                    |
| 101 | Justin Jokinen (pravé křídlo) | USA       | Buffalo Sabres (z Vancouveru přes Los Angeles)                     | Cloquet High School (HS-Minnesota)        |
| 102 | David Ullström (C/LK)         | Švédsko   | New York Islanders (z Chicaga)                                     | HV71 Jönköping Jr. (Švédsko)              |
| 103 | Johan Motin (obránce)         | Švédsko   | Edmonton Oilers                                                    | Bofors IK Karlskoga (Švédsko)             |
| 104 | Jordon Southorn (obránce)     | USA       | Buffalo Sabres                                                     | P.E.I. Rocket (QMJHL)                     |
| 105 | Michal Jordán (obránce)       | Česko     | Carolina Hurricanes                                                | Plymouth Whalers (OHL)                    |
| 106 | Harri Säteri (brankář)        | Finsko    | San Jose Sharks (z Nashvillu)                                      | Tappara Tampere (Finsko)                  |
| 107 | Steven Delisle (obránce)      | Kanada    | Columbus Blue Jackets (z Bostonu)                                  | Gatineau Olympiques (QMJHL)               |
| 108 | Nicholas Larson (levé křídlo) | USA       | Calgary Flames                                                     | Waterloo Black Hawks (USHL)               |
| 109 | André Petersson (levé křídlo) | Švédsko   | Ottawa Senators                                                    | HV71 Jönköping Jr. (Švédsko)              |
| 110 | Kelsey Tessier (centr)        | Kanada    | Colorado Avalanche                                                 | Quebec Remparts (QMJHL)                   |
| 111 | Dale Weise (pravé křídlo)     | Kanada    | New York Rangers (z New York Rangers přes St. Louis and Nashville) | Swift Current Broncos (WHL)               |
| 112 | Matt Delahey (obránce)        | Kanada    | New Jersey Devils                                                  | Regina Pats (WHL)                         |
| 113 | Ryan Hegarty (obránce)        | USA       | Anaheim Ducks                                                      | US National Team Development Program U-18 |
| 114 | T. J. Brodie (obránce)        | Kanada    | Calgary Flames (z Washingtonu přes Boston)                         | Saginaw Spirit (OHL)                      |
| 115 | Sean Lorenz (obránce)         | USA       | Minnesota Wild                                                     | US National Team Development Program U-18 |
| 116 | Jason Missiaen (brankář)      | Kanada    | Montreal Canadiens                                                 | Peterborough Petes (OHL)                  |
| 117 | James Wright (centr)          | Kanada    | Tampa Bay Lightning (ze San Jose)                                  | Vancouver Giants (WHL)                    |
| 118 | Drew Olson (obránce)          | USA       | Columbus Blue Jackets (z Filadelfie)                               | Brainerd High School (HS-Minnesota)       |
| 119 | Derek Grant (centr)           | Kanada    | Ottawa Senators (z Dallasu přes Tampa Bay)                         | Langley Chiefs (BCHL)                     |
| 120 | Nathan Moon (centr)           | Kanada    | Pittsburgh Penguins                                                | Kingston Frontenacs (OHL)                 |
| 121 | Gustav Nyquist (centr)        | Švédsko   | Detroit Red Wings                                                  | Malmö IF Jr. (Švédsko)                    |

### 5. kolo
| #   | Hráč                           | Národnost | Tým NHL                            | Vysokoškolský/juniorský/mateřský tým |
| --- | ------------------------------ | --------- | ---------------------------------- | ------------------------------------ |
| 122 | Dustin Tokarski (brankář)      | Kanada    | Tampa Bay Lightning                | Spokane Chiefs (WHL)                 |
| 123 | Andrej Loktionov (centr)       | Rusko     | Los Angeles Kings                  | Jaroslavl-2 (Rusko)                  |
| 124 | Nicklas Lasu (levé křídlo)     | Švédsko   | Atlanta Thrashers                  | Frölunda HC Göteborg Jr. (Švédsko)   |
| 125 | Kristoffer Berglund (obránce)  | Švédsko   | St. Louis Blues                    | IF Björklöven (Švédsko)              |
| 126 | Kevin Poulin (brankář)         | Kanada    | New York Islanders                 | Victoriaville Tigres (QMJHL)         |
| 127 | Matthew Calvert (levé křídlo)  | Kanada    | Columbus Blue Jackets              | Brandon Wheat Kings (WHL)            |
| 128 | Greg Pateryn (obránce)         | USA       | Toronto Maple Leafs                | Ohio Junior Blue Jackets (USHL)      |
| 129 | Joel Champagne (centr)         | Kanada    | Toronto Maple Leafs (z Phoenixu)   | Chicoutimi Saguenéens (QMJHL)        |
| 130 | Jerome Flaake (levé křídlo)    | Německo   | Toronto Maple Leafs (z Floridy)    | Kölner Haie (Německo)                |
| 131 | Prab Rai (centr)               | Kanada    | Vancouver Canucks                  | Seattle Thunderbirds (WHL)           |
| 132 | Teigan Zahn (obránce)          | Kanada    | Chicago Blackhawks                 | Saskatoon Blades (WHL)               |
| 133 | Philippe Cornet (levé křídlo)  | Kanada    | Edmonton Oilers                    | Rimouski Océanic (QMJHL)             |
| 134 | Jacob Lagace (levé křídlo)     | Kanada    | Buffalo Sabres                     | Chicoutimi Saguenéens (QMJHL)        |
| 135 | Tomáš Kubalík (pravé křídlo)   | Česko     | Columbus Blue Jackets (z Caroliny) | HC Lasselsberger Plzeň (Česko)       |
| 136 | Taylor Stefishen (levé křídlo) | Kanada    | Nashville Predators                | Langley Chiefs (BCHL)                |
| 137 | Brent Regner (obránce)         | Kanada    | Columbus Blue Jackets (z Bostonu)  | Vancouver Giants (WHL)               |
| 138 | Maxim Truněv (pravé křídlo)    | Rusko     | Montreal Canadiens (z Calgary)     | Čerepovec-2 (Rusko)                  |
| 139 | Mark Borowiecki (obránce)      | Kanada    | Ottawa Senators                    | Smiths Falls Bears (CJHL)            |
| 140 | Mark Olver (centr)             | Kanada    | Colorado Avalanche                 | Northern Michigan University (CCHA)  |
| 141 | Chris Doyle (centr)            | Kanada    | New York Rangers                   | PEI Rocket (QMJHL)                   |
| 142 | Kory Nagy (centr)              | Kanada    | New Jersey Devils                  | Oshawa Generals (OHL)                |
| 143 | Stefan Warg (obránce)          | Švédsko   | Anaheim Ducks                      | VIK Västerås HK Jr. (Švédsko)        |
| 144 | Joel Broda (centr)             | Kanada    | Washington Capitals                | Moose Jaw Warriors (WHL)             |
| 145 | Eero Elo (levé křídlo)         | Finsko    | Minnesota Wild                     | Lukko Rauma Jr. (Finsko)             |
| 146 | Julien Demers (obránce)        | Kanada    | San Jose Sharks (z Montrealu)      | Ottawa 67's (OHL)                    |
| 147 | Kyle de Coste (pravé křídlo)   | Kanada    | Tampa Bay Lightning (ze San Jose)  | Brampton Battalion (OHL)             |
| 148 | Matt Martin (levé křídlo)      | Kanada    | New York Islanders (z Filadelfie)  | Sarnia Sting (OHL)                   |
| 149 | Philip Larsen (obránce)        | Dánsko    | Dallas Stars                       | Frölunda HC Göteborg (Švédsko)       |
| 150 | Alexandr Pečurskij (brankář)   | Rusko     | Pittsburgh Penguins                | Magnitogorsk-2 (Rusko)               |
| 151 | Julien Cayer (centr)           | Kanada    | Detroit Red Wings                  | Northwood School (HS-New York)       |

### 6. kolo
| #   | Hráč                            | Národnost | Tým NHL                                         | Vysokoškolský/juniorský/mateřský tým      |
| --- | ------------------------------- | --------- | ----------------------------------------------- | ----------------------------------------- |
| 152 | Mark Barberio (obránce)         | Kanada    | Tampa Bay Lightning                             | Moncton Wildcats (QMJHL)                  |
| 153 | Justin Azevedo (centr)          | Kanada    | Los Angeles Kings                               | Kitchener Rangers (OHL)                   |
| 154 | Christopher Carrozzi (brankář)  | Kanada    | Atlanta Thrashers                               | Mississauga St. Michael's Majors (OHL)    |
| 155 | Anthony Nigro (centr)           | Kanada    | St. Louis Blues                                 | Guelph Storm (OHL)                        |
| 156 | Jared Spurgeon (obránce)        | Kanada    | New York Islanders                              | Spokane Chiefs (WHL)                      |
| 157 | Cameron Atkinson (pravé křídlo) | USA       | Columbus Blue Jackets                           | Avon Old Farms (HS-Connecticut)           |
| 158 | Grant Rollheiser (brankář)      | Kanada    | Toronto Maple Leafs                             | Trail Smoke Eaters (BCHL)                 |
| 159 | Brett Hextall (centr)           | USA       | Phoenix Coyotes                                 | Penticton Vees (BCHL)                     |
| 160 | Luke Witkowski (obránce)        | USA       | Tampa Bay Lightning (z Floridy přes Chicago)    | Ohio Junior Blue Jackets (USHL)           |
| 161 | Mats Frøshaug (centr)           | Norsko    | Vancouver Canucks                               | Linköpings HC (Švédsko)                   |
| 162 | Jonathan Carlsson (obránce)     | Švédsko   | Chicago Blackhawks                              | Brynäs IF Gavle (Švédsko)                 |
| 163 | Teemu Hartikainen (centr)       | Finsko    | Edmonton Oilers                                 | KalPa Kuopio (Finsko Jr.)                 |
| 164 | Nick Crawford (obránce)         | Kanada    | Buffalo Sabres                                  | Saginaw Spirit (OHL)                      |
| 165 | Mike Murphy (brankář)           | Kanada    | Carolina Hurricanes                             | Belleville Bulls (OHL)                    |
| 166 | Jeffrey Foss (obránce)          | USA       | Nashville Predators                             | Rensselaer Polytechnic Institute (ECAC)   |
| 167 | Joel Chouinard (obránce)        | Kanada    | Colorado Avalanche (z Bostonu)                  | Victoriaville Tigres (QMJHL)              |
| 168 | Ryley Grantham (centr)          | Kanada    | Calgary Flames                                  | Moose Jaw Warriors (WHL)                  |
| 169 | Ben Smith (pravé křídlo)        | USA       | Chicago Blackhawks (z Ottawy)                   | Boston College (Hockey East)              |
| 170 | Jonas Holøs (obránce)           | Norsko    | Colorado Avalanche (z Colorada přes San Jose)   | Sparta Warriors (Norway)                  |
| 171 | Mitch Gaulton (obránce)         | Kanada    | New York Rangers                                | Erie Otters (OHL)                         |
| 172 | David Wohlberg (centr)          | USA       | New Jersey Devils                               | US National Team Development Program U-18 |
| 173 | Nicholas Tremblay (centr)       | Kanada    | Boston Bruins (z Anaheimu)                      | Smiths Falls Bears (CJHL)                 |
| 174 | Greg Burke (levé křídlo)        | USA       | Washington Capitals                             | New Hampshire Jr. Monarchs (EJHL)         |
| 175 | Justin di Benedetto (centr)     | Kanada    | New York Islanders (z Minnesoty)                | Sarnia Sting (OHL)                        |
| 176 | Matthew Tassone (centr)         | Kanada    | Dallas Stars (z Montrealu)                      | Swift Current Broncos (WHL)               |
| 177 | Tommy Wingels (centr)           | USA       | San Jose Sharks                                 | Miami University (CCHA)                   |
| 178 | Zac Rinaldo (centr)             | Kanada    | Philadelphia Flyers                             | Mississauga St. Michael's Majors (OHL)    |
| 179 | Braden Birch (obránce)          | Kanada    | Chicago Blackhawks (z Dallasu přes Los Angeles) | Oakville Blades (OPJHL)                   |
| 180 | Patrick Killeen (brankář)       | Kanada    | Pittsburgh Penguins                             | Brampton Battalion (OHL)                  |
| 181 | Stephen Johnston (levé křídlo)  | Kanada    | Detroit Red Wings                               | Belleville Bulls (OHL)                    |

### 7. kolo
| #   | Hráč                                | Národnost | Tým NHL                                                   | Vysokoškolský/juniorský/mateřský tým      |
| --- | ----------------------------------- | --------- | --------------------------------------------------------- | ----------------------------------------- |
| 182 | Matias Sointu (pravé křídlo)        | Finsko    | Tampa Bay Lightning                                       | Ilves Tampere Jr. (Finsko)                |
| 183 | Garrett Roe (levé křídlo)           | USA       | Los Angeles Kings                                         | St. Cloud State University (WCHA)         |
| 184 | Zach Redmond (obránce)              | USA       | Atlanta Thrashers                                         | Ferris State University (CCHA)            |
| 185 | Paul Karpowich (brankář)            | Kanada    | St. Louis Blues (ze St. Louis přes Anaheim a Los Angeles) | Wellington Dukes (OPJHL)                  |
| 186 | Jason Demers (obránce)              | Kanada    | San Jose Sharks (z New York Islanders)                    | Victoriaville Tigres (QMJHL)              |
| 187 | Sean Collins (centr)                | Kanada    | Columbus Blue Jackets                                     | Waywayseecappo Wolverines (MJHL)          |
| 188 | Andrew MacWilliam (obránce)         | Kanada    | Toronto Maple Leafs                                       | Camrose Kodiaks (AJHL)                    |
| 189 | Tim Billingsley (obránce)           | Kanada    | Phoenix Coyotes                                           | Mississauga St. Michael's Majors (OHL)    |
| 190 | Matthew Bartkowski (obránce)        | USA       | Florida Panthers                                          | Lincoln Stars (USHL)                      |
| 191 | Morgan Clark (brankář)              | Kanada    | Vancouver Canucks                                         | Red Deer Rebels (WHL)                     |
| 192 | Joe Gleason (obránce)               | USA       | Chicago Blackhawks                                        | Edina High School (USHS-Minnesota)        |
| 193 | Jordan Bendfeld (obránce)           | Kanada    | Edmonton Oilers                                           | Medicine Hat Tigers (WHL)                 |
| 194 | Drew Daniels (pravé křídlo)         | USA       | San Jose Sharks (z Buffala)                               | Kent School (USHS-Connecticut)            |
| 195 | Samuel Morneau (levé křídlo)        | Kanada    | Carolina Hurricanes                                       | Baie-Comeau Drakkar (QMJHL)               |
| 196 | Joacim Eriksson (brankář)           | Švédsko   | Philadelphia Flyers (z Nashvillu přes Tampa Bay)          | Brynäs IF Gavle Jr. (Švédsko)             |
| 197 | Mark Goggin (centr)                 | USA       | Boston Bruins                                             | Choate Rosemary Hall (USHS-Connecticut)   |
| 198 | Alexander Deilert (obránce)         | Švédsko   | Calgary Flames                                            | Djurgårdens IF Stockholm Jr. (Švédsko)    |
| 199 | Emil Sandin (levé křídlo)           | Švédsko   | Ottawa Senators                                           | Brynäs IF Gavle (Finsko)                  |
| 200 | Nathan Condon (centr)               | USA       | Colorado Avalanche                                        | Wausau West High School (USHS-Wisconsin)  |
| 201 | Jani Lajunen (centr)                | Finsko    | Nashville Predators (z New York Rangers)                  | Espoo Blues Jr. (Finsko)                  |
| 202 | Harry Young (obránce)               | Kanada    | New Jersey Devils                                         | Windsor Spitfires (OHL)                   |
| 203 | David Carle (obránce)               | USA       | Tampa Bay Lightning (z Anaheimu)                          | Shattuck-Saint Mary's (USHS-Minnesota)    |
| 204 | Stefan Della Rovere (levé křídlo)   | Kanada    | Washington Capitals                                       | Barrie Colts (OHL)                        |
| 205 | Jean-Sebastien Berube (levé křídlo) | Kanada    | New Jersey Devils (z Minnesoty)                           | Rouyn-Noranda Huskies (QMJHL)             |
| 206 | Patrick Johnson (centr)             | USA       | Montreal Canadiens                                        | University of Wisconsin (WCHA)            |
| 207 | Anders Lindbäck (brankář)           | Švédsko   | Nashville Predators (ze San Jose)                         | Brynäs IF Gavle (Švédsko)                 |
| 208 | Nick Pryor (obránce)                | USA       | Anaheim Ducks (z Filadelfie)                              | US National Team Development Program U-18 |
| 209 | Mike Bergin (obránce)               | Kanada    | Dallas Stars                                              | Smiths Falls Bears (CJHL)                 |
| 210 | Nicholas D'Agostino (obránce)       | Kanada    | Pittsburgh Penguins                                       | St. Michael's Buzzers (OPJHL)             |
| 211 | Jesper Samuelsson (centr)           | Švédsko   | Detroit Red Wings                                         | HC Vita Hästen (Švédsko)                  |

## Draft podle národností
| Pořadí | Stát               | Výběry | Podíl |
|        | Severní Amerika    | 165    | 78.2% |
| ------ | ------------------ | ------ | ----- |
| 1      | Kanada             | 121    | 57.3% |
| 2      | USA                | 44     | 20.9% |
|        | Evropa             | 46     | 21.8% |
| 3      | Švédské Království | 17     | 8.1%  |
| 4      | Ruská Federace     | 9      | 4.3%  |
| 5      | Finsko             | 7      | 3.3%  |
| 6      | Česko              | 3      | 1.4%  |
| 6      | Norsko             | 3      | 1.4%  |
| 8      | Dánsko             | 2      | 0.9%  |
| 8      | Švýcarsko          | 2      | 0.9%  |
| 10     | Bělorusko          | 1      | 0.5%  |
| 10     | Francie            | 1      | 0.5%  |
| 10     | Německo            | 1      | 0.5%  |